# Gary O’Toole
Gary Charles O’Toole (* 6. August 1968) ist ein ehemaliger irischer Schwimmer. Er gewann bei Europameisterschaften auf der 50-Meter-Bahn eine Silbermedaille. 1991 siegte er bei der Universiade.

## Sportliche Karriere
1988 bei den Olympischen Spielen 1988 in Seoul schied O’Toole über 100 Meter Brust, 200 Meter Brust und über 200 Meter Lagen jeweils im Vorlauf aus. Über 200 Meter Brust fehlte ihm als 18. der Vorläufe eine Viertelsekunde zum Erreichen des B-Finales.
1989 bei den Europameisterschaften in Bonn gewann der Brite Nick Gillingham über 200 Meter Brust mit fast drei Sekunden Vorsprung vor Gary O’Toole, der seinerseits 0,32 Sekunden Vorsprung vor dem drittplatzierten Ungarn József Szabó ins Ziel brachte.
Anfang 1991 bei den Weltmeisterschaften in Perth wurde Gary O’Toole als Siebter des B-Finales insgesamt 15. über 200 Meter Brust. Im Juli bei der Universiade in Sheffield siegte Gary O’Toole über 200 Meter Brust vor zwei Schwimmern aus den Vereinigten Staaten.
1992 bei den Olympischen Spielen in Barcelona trat O’Toole wie vier Jahre zuvor zu den Vorläufen in drei Disziplinen an. Sein 20. Rang über 200 Meter Brust war seine beste Platzierung. Für die Teilnahme am B-Finale fehlten ihm fast anderthalb Sekunden.
Gary O’Toole studierte am University College Dublin und wurde später Arzt mit Schwerpunkt Orthopädie.